# راب فینچ
راب فینچ (انگلیسی: Rob Finch; ۳۱ اوت ۱۹۰۸ – ۱ ژانویهٔ ۲۰۰۰) بازیکن فوتبال بود.